# 사랑의 기적
《사랑의 기적》은 2010년 5월 7일에 SBS에서 방영된 2부작 특집드라마이다.

## 등장 인물

### 주요 인물
- 정유석 : 서봉달 역
- 한여운 : 이순옥 역
- 정윤석 : 강철 역

### 통영 사람들
- 황미선 : 박미자 역
- 박희진 : 황금주 역
- 김광규 : 장갑돌 역
- 미상 : 소라 역
- 미상 : 부녀회장 역
- 미상 : 할머니 역
- 미상 : 철구 역
- 오상무 : 철수 역
- 미상 : 만수 역

### 서울 사람들
- 최홍일 : 도끼 역
- 허준석 : 날치 역
- 이선아 : 백장미 역
- 이달형 : 청과물상 주인 역
- 이순재 : 인공와우전문의와 심장전문의 역
- 미상 : 유희 역

### 교도소 사람들
- 고수희 : 은숙 역
- 미상 : 교도관 역
- 미상 : 순자 역